# Гълъбина Петрова
Проф. д-р Гълъбина Петрова е преподавател по история на българската държава и право, обичайно право, църковно право, и др., в няколко български юридически факултети.

## Биография
Завършва Библиотечен институт в гр. София, а след това – Юридическия факултет при Софийския университет „Св. Климент Охридски“. През 1971 – 1973 г. е юрист в Българска академия на науките, а след това редовен докторант в Института за държавата и правото при БАН. Защитава докторска дисертация през 1979 г. От 1980 г. е научен сътрудник, а от 1989 г. – ст.н.с. в Института за държавата и правото при Българската академия на науките. Била е зам. директор на същия институт.
От 1999 г. до 2003 г. е декан на Юридическия факултет при Пловдивския университет „Паисий Хилендарски“. Преподава основно История на българската държава и право и Църковно право. Публикувала е монографията „Престъпленията в средновековна България“, „История на българската държава и право – извори“, (2 издания), 5 студии и над 30 статии в областта на историята на българското право и църковното право.

## Академична дейност
До 2011 г. е ръководител на катедра История и теория на правото в Юридическия факултет на ПУ „П. Хилендарски“. Била е декан на същия факултет. Член е на Съвета на департамент 'Право" на Нов български университет. Понастоящем е преподавател по История на българската държава и право и Църковно право в Нов български университет.
Научни степени: кандидат на юридическите науки /д-р на юридическите науки/
Професионална реализация и заемани длъжности в хронологичен ред:
- юрист в Българска академия на науките – 1971 – 1973 г.
- аспирант /докторант/ – 1974 – 1977 в Института за държавата и правото при БАН
- защитена докторска дисертация – 1979 г.
- научен сътрудник – от 1980 г. в Института за държавата и правото /сега Институт за правни науки/ при БАН
- ст.н.с. II ст. – в Института за държавата и правото /сега Институт за правни науки/ при БАН – от 1991 г.
- зам. директор на Института за държавата и правото – 1993 – 1995
- доцент-преподавател по История на българската държава и право – от 1991 г.
- по Църковно право – от 1995 г.
- декан на Юридическия факултет при Пловдивския университет „П. Хилендарски“ – 1999 – 2003 г.
- ръководител Катедра История и теория на правото в ПУ „П. Хилендарски“.

## Научна литература

### Учебници
- История на българската държава и право. Част първа. Средновековие. С., 2002.
- История на българската държава и право. Част първа. Средновековие. Второ издание. С., 2003.
- Църква и църковно право в Средновековна България. С., 2005.

### Студия
- Български средновековни правни паметници. Год. На ПУ „Паисий Хилендарски“, Научни трудове – Право, Т. 2, кн.7, 2001.

### Статии
- За източниците на църковното право. Правна мисъл, кн. 4, 1998.
- Византийското и средновековното българско право /Еклогата и Закона за съдене на хората/. В: Сб. „Средновековните балкани. Политика, религия, култура“, С., 1999.
- Отношения между българската държава и българската православна църква през Средновековието. Правна мисъл, кн. 2, 2000.
- Отношения между православната църква и държавата в България /1878 – 1944/. Юридически свят, кн. 1, 2000.
- Една книга за Пловдив от 1851 г. на гръцки език. В: Сб. „Солун и Пловдив и тяхното успоредно историческо, културно и обществено развитие /ХVІІІ-ХХ век/“. Солун, 2000.
- Българското средновековно семейно право. Юридически свят, кн. 1, 2002.
- Въпроси на наказателното право в средновековна България. Правна мисъл, кн. 2, 2002.
- Съдебният процес в средновековна България, Богословска мисъл, кн. 4, 2002.
- Развитие на знанията и образованието за църковното право. Юридически свят, кн. 1, 2003.
- Отново за понятието църковно право. Юридически свят, кн. 2, 2003.

### Учебни помагала
- Петров, П. и Г. Петрова, История на българската държава и право. Извори. Т. 1. 690 – 1977, С., 1995; Т. 2, 1878 – 1944, С., 1998.
- Петров, П. и Г. Петрова, История на българската държава и право. Извори, 680 – 1944. Второ съкратено издание. С., 2000.
- Петров, П. и Г. Петрова, История на българската държава и право. Извори, 680 – 1944, Трето преработено издание, С., 2002.

## Участия в научни конференции
- Византийско и средновековно българско право /Еклогата и Закона за съдене на людете/. Научна конференция „Балканите – кръстопът на политически, културни, етнически и религиозни отношения“. С., 1998.
- Солун и Пловдив и тяхното успоредно историческо, културно и обществено развитие /ХVІІІ-ХХ век/. Симпозиум. Солун, 2000.
- Научна конференция посветена на народните будители, организирана от Юридическия факултет при ПУ „Паисий Хилендарски“, Пловдив, 2001.
- Научна конференция, посветена на народните будители, организирана от Юридическия факултет при ПУ „Паисий Хилендарски“, Пловдив, 2002.